# Tributylcitraat
Tributylcitraat is een kleurloze tot gele, hoogkokende vloeistof die bijna niet oplosbaar is in water. Het is de ester van citroenzuur en 1-butanol.

## Synthese
De synthese van tributylcitraat en soortgelijke esters gebeurt gewoonlijk met zwavelzuur of een ander sterk zuur als katalysator.
In 2010 is een alternatieve synthese gepubliceerd, die gebruikmaakt van een zure ionische vloeistof als katalysator. De drie componenten: citroenzuur, butanol en de ionische vloeistof worden voor de reactie gemengd. Na de reactie wordt het ongereageerde butanol afgedestilleerd, en het reactieproduct vormt een tweefasenmengsel (citraat en ionische vloeistof) dat gemakkelijk kan gescheiden worden. De ionische vloeistof kan een aantal malen opnieuw gebruikt worden. Dit wordt beschouwd als een milieuvriendelijke synthese omdat er bijna geen afval ontstaat, en de beide grondstoffen citroenzuur en butanol uit hernieuwbare grondstoffen kunnen bekomen worden door fermentatieprocessen.

## Toepassing
Tributylcitraat en andere alkylesters van citroenzuur worden gebruikt als oplosmiddel en weekmaker voor plastics, in het bijzonder voor pvc en copolymeren van vinylchloride. Het is een veiliger alternatief voor ftalaten in medische en cosmetische toepassingen, en voor plastic dat in contact komt met voedingswaren (verpakkingsfolie bijvoorbeeld). Het wordt ook gebruikt in sigarettenfilters en kleefstoffen. Het is bestand tegen warmte en verkleurt niet als het wordt verwerkt met de kunstharsen.